# Гюльчі-тау
Гюльчі-тау (карач.-балк. Гюлчю тау — гюл — квітка, тау — гори (множина) — «гора-квітка») — розташована у Центральному Кавказі, в системі Суганського хребта.
Гора знаходиться в  Кабардино-Балкарії в басейні річки  Черека-Балкарського. У масиві Гюльчі-Тау, в його відрогах також розташовані вершини Гюльчі-Тау, Рцивашкі, пік Комсомолу України, Сабалах, Ахсуу та інші. Вершина є другою за висотою в Суганському хребті — висота вершини досягає 4447 м, що на 40 м нижче ніж, її сусідка східніше —  Суган-Тау.
Окрім всього іншого Гюльчі-Тау це реальна прикраса Балкарської (Черекської) ущелини, на неї відкриваються прекрасні панорами вже з сел. Кашхатау,  Блакитних озер і на підходах до селища Верхня Балкарія.

## Ресурси Інтернету
- Гюльчі-Тау [Архівовано 11 липня 2015 у Wayback Machine.]

## Виноски
1. ↑  Peakbagger.com.